# كوينوكليدين
الكوينوكليدين أو الكينوكليدين هو مركب عضوي وأمين ثنائي الحلقة يستخدم كعامل محفز وكوحدة بناء كيميائية. حيث يوجد الكوينوكليدين كمكون بنيوي في بعض الجزيئات الحيوية كالكوينين.